# Myth (jeu vidéo)
Pour les articles homonymes, voir Myth.
Myth est un jeu vidéo de type fiction interactive développé par Magnetic Scrolls et édité par Rainbird Software, sorti en 1989 sur DOS, Amiga, Amstrad PCW, Atari ST, Commodore 64 et ZX Spectrum.

## Accueil
- Amiga Format : 87 % (Amiga)[1]